# Operação Chuvas de Verão
A Operação Chuvas de Verão (em hebraico: מבצע גשמי קיץ, trans.: Mivtza Gishmey Kayitz) foi parte de uma série de conflitos entre as Forças de Defesa de Israel e militantes palestinos na Faixa de Gaza, realizados a partir de 28 de junho de 2006. A Operação Chuvas de Verão foi seguida pela Operação Nuvens de Outono (em hebraico: מבצע ענני סתיו‎, Mivtza Ananei Stav), lançada em novembro daquele ano.

## As operações
A ação militar israelense na Faixa de Gaza teve como pano de fundo o sequestro do soldado Gilad Shalit pelas milícias palestinas, a partir do território israelense, e o constante bombardeio de mísseis Qassam, desde Gaza, contra as cidades do sul de Israel. Foi a maior operação militar israelense no território palestino desde a remoção dos assentamentos judaicos em 2005.
As ações mobilizaram milhares de soldados e se iniciou com bombardeios sobre diversos alvos en Gaza (pontes, uma central elétrica e escritórios da Autoridade Nacional Palestina, entre outros). A destruição da única central elétrica agravaria os problemas humanitários na Faixa de Gaza, que sofria com a suspensão das ajudas econômicas norte-americana e europeia para a Palestina, após a vitória do Hamas nas eleições legislativas palestinas de 2006. Mais de 700 mil palestinos ficaram desprovidos de abastecimento de luz, água e outros serviços básicos, assim como sem alimentos e atenção médica durante o decorrer da operação militar israelense.
Desde a segunda semana de julho, as forças de Israel ocuparam o centro da Faixa de Gaza e dividiram o território palestino. Também houve a prisão de ministros e deputados do Hamas na Cisjordânia.
Em novembro, as forças israelenses lançaram uma nova e ampla ação militar, batizada como Operação Nuvens de Outono, desta vez atacando Beit Hanoun, ao norte da Faixa de Gaza. Os ataques deixaram 56 palestinos mortos, a metade deles civis, e mais 200 feridos.
Ainda naquele mês, após cinco meses de operações militares na Faixa de Gaza (com mais de 400 palestinos mortos), Israel concordou em realizar um cessar-fogo com o grupo Hamas, desde que este se compromete a não retornar a lançar foguetes contra o território israelense.
Ao longo de cinco meses, as duas operações militares israelenses deixaram 405 palestinos mortos, dos quais 243 eram civis Segundo o porta-voz do Unicef, Michael Bociurkiw, 97 das crianças perderam a vida na Faixa de Gaza e 15 na Cisjordânia naquele ano em decorrência das operações militares israelenses. Por sua vez, 5 soldados e seis civis israelenses morreram e outros 40, entre soldados e civis, ficaram feridos.